# Isbrueckerichthys calvus
Isbrueckerichthys calvus är en fiskart som beskrevs av Jerep, Shibatta, Pereira och Oyakawa 2006. Isbrueckerichthys calvus ingår i släktet Isbrueckerichthys och familjen Loricariidae. Inga underarter finns listade i Catalogue of Life.